# Baïla (Cameroun)
Baïla (ou Baila) est un village du Nord Cameroun, situé dans la commune de Guider et le département du Mayo-Louti, à proximité de la frontière avec le Tchad.

## Population
Lors du recensement de 2005, Baïla comptait 3 287 habitants.
C'est l'une des quelques localités où l'on parle le mazagway, une langue tchadique biu-mandara.